# Život ljudski
Život ljudski (franc. La Condition Humaine; prevedeno još i kao: Život čovjekov, Ljudska sudbina) je roman francuskog književnika Andrea Malrauxa objavljen 1933. godine. Roman govori o neuspješnoj komunističkoj revoluciji u Šangaju 1927. godine i egzistencijalnim pitanjima koja muče različite likove upletene u zbivanja. Likovi su različitih porijekla, osobnosti i uvjerenja, a kroz njihove sudbine autor obrađuje teme smisla života, načina smislenog umiranja, međuljudskih odnosa i dostojanstva. Naglašena su i socijalna pitanja. Iako se Malraux vidljivo ne priklanja ni jednoj sukobljenoj strani, većina likova su komunisti ili su povezani s njima.
Roman je krajem 1933. dobio prestižnu književnu nagradu Goncourt. U posjetu Moskvi sljedeće godine, Malraux je razgovarao s filmskim redateljem Sergejom Ejzenštejnom o ekranizaciji, no planovi nisu ostvareni jer je Ejzenštejn smatrao da se Staljinu neće svidjeti poruke romana. Kineski građanski rat je bio tema i ranijeg Malrauxovog romana Osvajači, objavljenog 1928. godine, prije nego što je uopće i posjetio Kinu.

## Radnja i likovi
Radnja se odvija kroz razdoblje od tri tjedna (izuzev epiloga), a najvećim djelom je smještena u Šangaj.  U gradu je 1927. vlast preuzeo Kuomintang nakon čega je došlo do razlaza interesa između komunista i građanskog krila stranke predvođenog Čang Kaj Šekom.  Sukob je ubrzo prerastao u krvavi obračun u kojemu su nadjačani komunisti poraženi i pobijeni.  
Roman nema istaknuti glavni lik: bavi se sudbinama nekoliko ljudi povezanih međusobnim odnosima i situacijom u kojoj se nalaze.  Svi su prikazani kao tipski predstavnici određenih društvenih skupina, životnih stilova i uvjerenja.  Glavni likovi su: Chen, Kyo Gisors, stari Gisors, May, Katov, barun de Clappique i Ferral.  Sporedni su: Hemmelrich, Valerie, Suan, Pei i König.  Većina važnijih likova su Europljani.
Chen je revolucionar i profesionalni ubojica koji u terorizmu i ubijanju pronalazi smisao života, dajući im gotovo ritualni i mistički značaj.  Opsjednut smrću i progonjen vlastitim unutrašnjim sukobima, završava život u samoubilačkom napadu na Čang Kaj Šeka, rješavajući na taj način svoju patnju.  
Kyo je vođa pobune koji se svim silama trudi zadržati vlast u rukama komunista.  On je smisao života pronašao u komunističkoj ideologiji i služenju revolucionarnom pokretu.  Uz veliki rizik kojem se izlaže, istovremeno ga muči i narušeni odnos s djevojkom, njemačkom liječnicom May, s kojom je u slobodnoj vezi, iako nije siguran je li to ono što želi.  Na kraju je uhvaćen i zajedno sa svojim drugovima zarobljen u dvorani odakle ih pojedinačno odvode u mučnu smrt, spaljivanje u kotlu lokomotive.  Ipak zadovoljan svojim životnim izborom, smatrajući da i njegova smrt ima smisla, čini samoubojstvo pomoću kapsule cijankalija prije nego što ga odvedu.
Katov je iskusni ruski revolucionar i komunistički agitator progonjen sjećanjima na vlastitu prošlost; jedan je od glavnih organizatora revolucije.  Na kraju je također zarobljen i zajedno s ostalima očekuje da ga živog spale.  Svoju kapsulu cijankalija poklanja dvojici drugih zarobljenika i smireno odlazi u smrt.  
Ferral je ambiciozni francuski kapitalist i političar koji rukovodi organizacijom francuskih gospodarskih interesa na Dalekom istoku.  Potječe iz ugledne obitelji i životni ciljevi mu se kreću oko politike i stjecanja moći.  Uz poslovne brige muče ga i neuspješni odnosi sa ženama.  
Barun de Clappique je francuski trgovac, krijumčar i spletkar.  Naizgled vrlo raspoložen i zabavan čovjek, omiljen u društvu, psihički je vrlo rastresen, ponekad i na rubu samoubojstva.  Utjehu za svoje patnje pronalazi u kockanju; osjećaj koji doživljava prilikom kockanja, samoubojstva bez smrti, čini mu veliki užitak, a njegova strast graniči s opsesijom.  Zbog suradnje s Kiom prisiljen je napustiti Šangaj što čini prerušavajući se u mornara i ukrcavajući se na brod kao slijepi putnik jer je svjesno prokockao sav novac za bijeg.    

## Unutarnje poveznice
- Dodatak:Le Mondeovih 100 knjiga stoljeća